# Diphyscium fasciculatum
Diphyscium fasciculatum är en bladmossart som beskrevs av Mitten 1859. Diphyscium fasciculatum ingår i släktet Diphyscium och familjen Buxbaumiaceae. Inga underarter finns listade i Catalogue of Life.